# Conopsis nasus
La culebra gris nariz de pala, también conocida como culebra de tierra de la meseta mexicana, culebra nariz de pala del occidente, culebra terrestre narigona o culebrita gris (Conopsis nasus) es una especie de serpiente de la familia Colubridae.
Esta especie es endémica de México. Se distribuye en zonas de la Sierra Madre Oriental y del Eje Neovolcánico ocupando parte de los estados de Sinaloa, Durango, Zacatecas, Jalisco, Guanajuato, Querétaro y Michoacán. Es de hábitat terrestre. La UICN2019-1 considera a la especie como de preocupación menor. Esta especie en ocasiones es confundida en México con Conopsis lineata, Conopsis biserialis, Arizona elegans y Storeria storerio.